# 鹽谷鄉
45°53′N 26°47′E / 45.883°N 26.783°E
鹽谷鄉（羅馬尼亞語：Comuna Valea Sării, Vrancea），是羅馬尼亞的鄉份，位於該國東部，由弗朗恰縣負責管轄，面積54平方公里，海拔高度370米，2002年人口2,096，人口密度每平方公里39人。